# Exoristoides homeonychioides
Exoristoides homeonychioides là một loài ruồi trong họ Tachinidae.